# جون سميث (لاعب كرة سلة)
جون سميث (24 مايو 1944 بكولومبوس في الولايات المتحدة - ) (بالإنجليزية: John Smith)‏ هو لاعب كرة سلة أمريكي في مركز الوسط. لعب مع بروكلين نتس وسان أنطونيو سبرز وبيتسبرغ كوندورز ‏ وWilkes-Barre Barons ‏.

## وصلات خارجية
- جون سميث على موقع سبورتس رفرنس (الإنجليزية)
- جون سميث على موقع ريلجم (الإنجليزية)